# Halimocnemis beresinii
Halimocnemis beresinii är en amarantväxtart som beskrevs av Modest Mikhaĭlovich Iljin. Halimocnemis beresinii ingår i släktet Halimocnemis och familjen amarantväxter. Inga underarter finns listade i Catalogue of Life.